# 春山明哲
春山 明哲（はるやま めいてつ、1946年 - ）は、日本の台湾学者。専門は、日本台湾関係史、植民地史。戴国煇の門下生。

## 略歴
長野県諏訪市出身。長野県諏訪清陵高等学校を経て、東京大学大学院工学研究科修士課程修了。国立国会図書館勤務を経て、早稲田大学地域・地域間研究機構台湾研究所客員上級研究員。日本台湾学会理事長。

## 著書

### 単著
- 『近代日本と台湾：霧社事件・植民地統治政策の研究』藤原書店 2008年
- 『後藤新平の「衛生の道」とは何か』藤原書店 2025年

### 共編著
- 『日本植民地主義の政治的展開 その統治体制と台湾の民族運動 一八九五〜一九三四年』若林正丈 アジア政経学会 1980年 現代中国研究叢書 doi:10.11501/11945943
- 『十五年戦争極秘資料集 第19集 台湾島内情報・本島人の動向』不二出版 1990年 doi:10.11501/12396891
- 『十五年戦争極秘資料集 第25集 台湾霧社事件軍事関係資料』不二出版 1992年
- 『戴國[キ]著作選』松永正義、胎中千鶴、丸川哲史共編 みやび出版 2011年
- 『戦前期の台湾出版目録 帝国日本の「全国」書誌編成』全3巻 金沢文圃閣 2013年

## 典拠・注釈
1. ↑  野嶋剛『タイワニーズ』（小学館）P.302